# Justice Prisoner and Alien Transportation System
| Fångar som kliver av ett JPATS-flygplan och ärmmärke på uniform för besättningen. |  | Fångar som kliver av ett JPATS-flygplan och ärmmärke på uniform för besättningen. |
| Fångar som kliver av ett JPATS-flygplan och ärmmärke på uniform för besättningen. |  |                                                                                   |

Justice Prisoner and Alien Transportation System (förkortning: JPATS, informellt benämnt som Con Air) är ett program inom United States Marshals Service som transporterar fångar och illegala utlänningar mellan olika fängelser i USA och andra destinationer. 

## Bakgrund
Programmet infördes i augusti 1985 som National Prisoner Transportation System när U.S. Marshals Service införskaffade sin första Boeing 727 för fångtransporter. Det har funnits i sin nuvarande form och namn sedan 1995 då en sammanslagning ägde rum med transportverksamheten inom Bureau of Immigration and Customs Enforcement. Under de senaste åren har programmet flyttat omkring 1 000 fångar varje dag. I mån av plats ges även möjlighet för delstatliga myndigheter och USA:s försvarsdepartement att utnyttja JPATS mot ersättning.
Programmets huvudkontor är beläget i Kansas City, Missouri och flygplansflottan är baserad i Oklahoma City, Oklahoma, med en mindre hubb i Las Vegas, Nevada.

## Populärkultur
Den mest kända fiktiva skildringen av JPATS är i långfilmen Con Air från 1997 i vilken Nicolas Cage spelar protagonisten som är en oskyldigt dömd man som ska transporteras från fängelset ut i frihet, men planet kapas av hårdnackade interner och actionfilmens klichéer tar vid.